# مرتضی‌قلی خان شاملو
مرتضی‌قلی‌خان شاملو (درگذشت ۱۱۰۰ ه‍. ق) فرزند حسن شاملو از شکسته‌نویسان مشهور سده یازدهم و حاکم‌‍ هرات و از امرای دربار شاه سلیمان صفوی بود. هرات در آن روزگار از ولایات مهم ایران به شمار می‌رفت. عده‌ای اعتقاد دارند در اواسط قرن یازدهم سومین خط خالص ایرانی یعنی شکسته‌نستعلیق با تغییر دادن خط نستعلیق توسط مرتضی قلی خان شاملو ابداع شد.

## منصب
مرتضی قلی‌خان، فرزند حسن خان و نوه حسین خان، مانند پدرانش از بزرگان طایفهٔ شاملو و از حاکمان هرات بود. او در زمان شاه‌عباس دوم به رتبهٔ «قورچی‌باشی» رسید. و در اوایل سلطنت شاه سلیمان صفوی منصب «ایشیک آقاسی‌باشی» داشت. سپس او را عزل کردند و پس از مدتی انزوا در زمان تألیف تذکرهٔ نصرآبادی (۱۰۸۳ ه‍. ق) به حکومت اردبیل گماشته شد. او همچنین در دوره شاه سلیمان صفوی به حکومت قم رسید.

## خوشنویسی
مرتضی‌قلی خان شاملو از پیشوایان خط شکسته‌است به‌گونه‌ای که برخی وی را واضع آن دانسته‌اند اما بی‌تردید او نه‌تنها اولین خوشنویس والامقام این خط است بلکه مهارت و ظرافت و قدرت ابداع و پختگی شیوه وی به‌عنوان یک پیش‌کسوت به‌راستی مایه اعجاب است به‌گونه‌ای که هنوز هم نه‌تنها به اعتبار «الفضل للمتقدم» بلکه به پشتوانه آثارش باید او را از صدرنشینان این هنر گران‌مایه دانست.
او که از نستعلیق و تعلیق‌نویسان دربار شاه سلیمان صفوی بود ترکیبات جدیدی را از تندنویسی در خط نستعلیق به وجود آورد و به نوشتن قوس‌ها و دوایر و اتصال آن‌ها سرعت بیشتری بخشید که در نتیجه این دگرگونی کلمات آن اندکی خردتر گردید و بدین طریق خط شکسته نستعلیق پدیدار گشت. مرحوم عبدالمحمد خان ایرانی صاحب کتاب پیدایش خط و خطاطان نوشته‌است که در دوره صفویه مرتضی قلی خان شاملو، حاکم هرات آن را از خط نستعلیق استخراج کرده و میرزا شفیعا هراتی از خوشنویسان این قلم که منشی همین مرتضی قلی خان شاملو بوده آن را تکمیل کرد است. با ظهور درویش عبدالمجید طالقانی و روی آوردن وی به خط شکسته تحولی نوین و حیاتی تازه در نوشتن این خط به وجود آمد.
وی گاهی بسیار فنی و پیچیده نوشته و کارش صورت شیوه «ترسِل» یافته و قدری لایقرأ گشته و زمانی دیگر ساده و روان و در همه حال بسیار محکم و استادانه و پخته و چشم‌نواز نوشته‌است.

## شاگردان
محمد شفیع هروی حسینی (درگذشت ۱۰۸۱ه‍. ق) معروف به شفیعا و ملقب به «پیشوا» از خوشنویسان خط شکسته نستعلیق در سده یازدهم هجری شاگرد مستقیم یا غیرمستقیم مرتضی‌قلی‌خان شاملو بود. او مدت‌ها منشی مرتضی‌قلی‌خان در هرات بود.

## شعر
مرتضی‌قلی‌خان شاملو نه تنها دوستدار شاعران و معاشر آنان بود بلکه خود نیز شعر می‌سرود. او متخلص به «مرتضی» بود و دیوان او نزدیک به چهارهزار بیت است. او به داشتن انواع صفات پسندیده به‌ویژه سخن‌سنجی و سخنرانی مشهور عصر خود بود. دیوان خوشنویسی شده او ذیل شمارهٔ ۴۵۸۶ کتابخانهٔ ملی ملک موجود است.
از اشعار اوست:
| میان باغ به پروانه بلبلی می‌گفت |  | نصیحتی بشنو تا که رستگار شوی     |
| خدا یکی و محبت یکی و یار یکی   |  | دو دل مباش که بی‌ارج و اعتبار شوی |

همچنین:
| به روی لاله و گل خواستم که می، نوشم |  | ز شیشه تا به قدح ریختم، بهار گذشت |

## نقاشی
مرتضی‌قلی‌خان شاملو گویا در نقاشی هم دستی داشته از آثار نقاشی وی تصویر شیر خوابیده‌ای به سیاه قلم با رقم «مرتضی قلی شاملو» و تصویر شتری که با نازک قلمی آورده و امضاء طغرایی خود را ذیل آن قرار داده‌است با رقم «مرتضی قلی شاملو» موجود است.